# UltraX
UltraX，是康盛創想旗下的Discuz!論壇的一個新版本。该版本强调实现“跨界融合”，将康盛創想過去的產品，包括UCenter Home（SNS），SupeSite (CMS)，Discuz!（BBS）整合在一起。
目前UltraX的最新版本是Discuz! X1 Release 20100601。

## 理念
UltraX的理念是
10*10=100

## 質疑
UltraX被一部分人質疑其整合的概念抄襲了PHPWind 7.5。同時，其相容性都被受質疑，Discuz! X1 Beta推出短短兩天，站長們已回報了一百三十多個BUG，還不計算在內測其間已找到的BUG。